# 隆乳
隆乳（breast augmentation）或隆乳術，又稱乳房增大成形术（augmentation mammoplasty），屬於一種乳房整形手術，是將乳房植體（人工假体）置入乳房內，或將自體脂肪移植入乳房內，用以增加乳房内容物、扩大乳房体积、改善乳房外形及質感的手術。
在重建整形中，隆乳可以用在進行過乳房切除术，要進行乳房重建的病患，使其乳房有類似一般乳房的外觀，也可以用來處理胸壁或乳房先天缺陷或畸形的女性，以及用於跨性別者。若在美容手術，隆乳則是調整健康乳房，使其更具美感（包括大小、外形、質感等）。隆乳手術在1960年代已經出現。

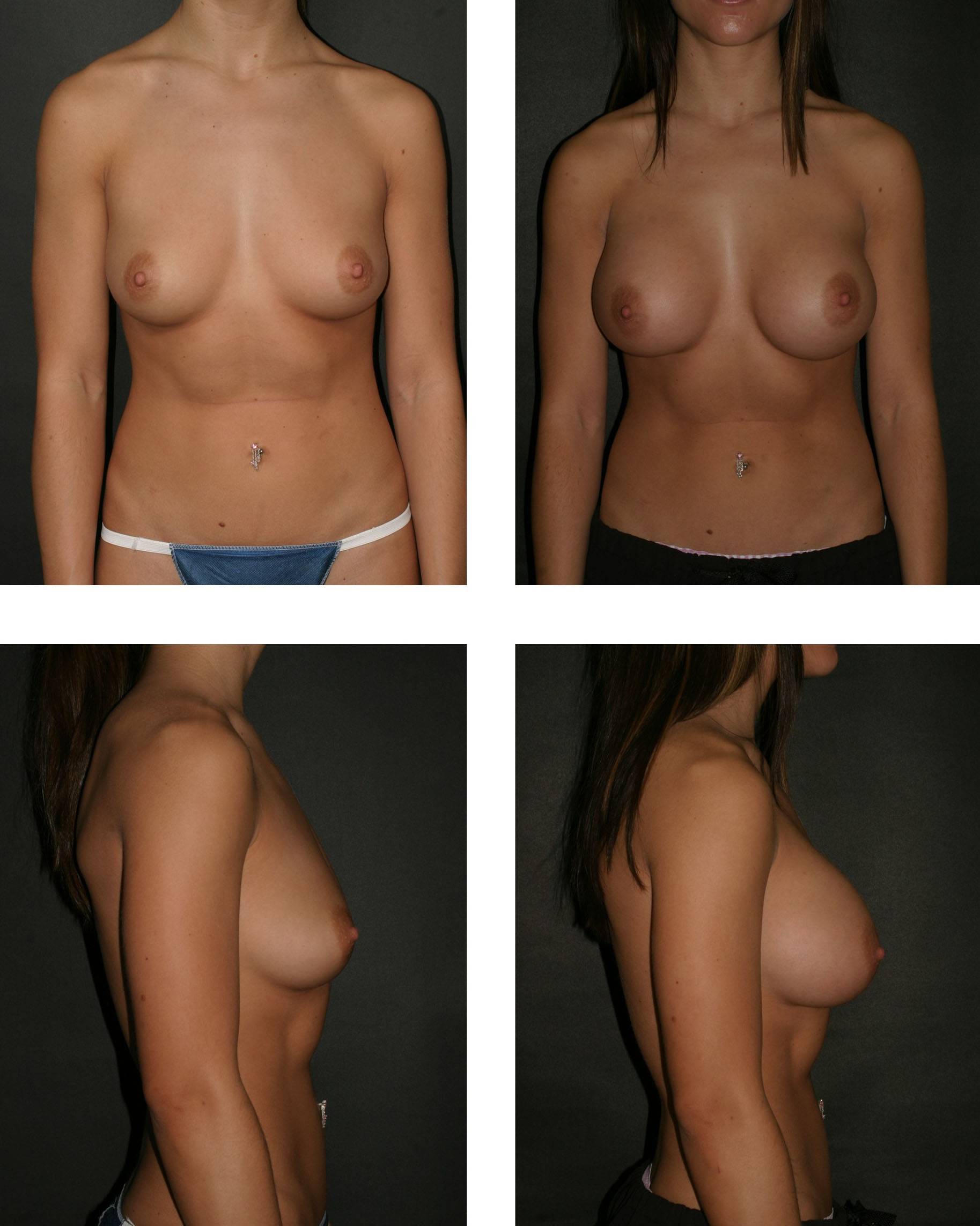
兩乳隆乳前（左側）及隆乳後（右側）的比較，乳房植體是350cc的鹽水袋，切口在乳房下皱襞

將乳房植體置入的隆乳手術是用乳房植體來調整乳房半球狀的整體觀感，乳房植體可能是其中裝有鹽水或是矽酮的植體。也有隆乳手術是將女性自身的皮瓣移植到乳房。脂肪移植的隆乳手術是利用移植自身的脂肪組織來調整乳房的大小及外形。
乳房重建手術中，若是使用多階段的重建方式，會用組織擴張術的方式，在乳房先放入臨時的植體，讓乳房預留空間給乳房植體，並且調整乳房自身的形狀。若是不用乳房植體的隆乳手術，有些注入脂肪的手術方式會先進行組織工程，在手術前進行，用外力伸張乳房組織，可以預留空間給要注入的脂肪組織。也有些非手術的作法會用外加的真空設備來擴張乳房組織。不過在大部份自體脂肪隆乳的案例中，乳房增加的容量都只是中等，一般最多只增加一個罩杯，一般也是女性身體新陳代謝所容許的極限。

## 手術
隆乳手術需要切出傷口以放入填塞物，這個傷口當然要隱蔽，避免被人發現。傷口可選擇在腋窩下，乳暈中或乳腺下，傷口可以少於一吋。採用鹽水袋作為填塞物，可以有較小的傷口，因為會先放鹽水袋進身體內，才注入鹽水。由於隆乳是一種在短時間使胸部增大的手術，在植入物撐大之下，胸部的皮膚會比正常的皮膚薄。所以在護理方面要多加小心。
任何壓迫到胸腔呼吸的額外重量或姿勢，都可能造成睡眠呼吸中止及惡夢的症狀。
有關於內視鏡隆乳整形手術種類繁多，如：鹽水袋隆乳、果凍矽膠隆乳、自體脂肪隆乳……等

## 乳房植體

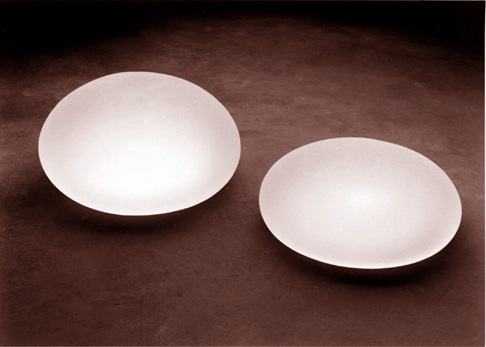
盐水袋的乳房植體

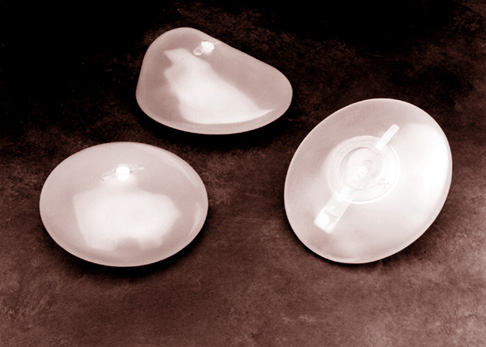
後期的矽酮乳房植體

手術會把一些填充物放在乳房內。填充物有分為三種：鹽水袋、硅酮（硅氧树脂，在中文中，硅酮有时也被称为硅胶，但英文中硅胶（silica gel）和硅酮（silicone）实际上是性质和用途完全不同的含硅化合物）及混合材料三種。
鹽水袋是由硅酮彈性體組成的袋子，其中有無菌的生理食鹽水；硅酮填充物也是硅酮彈性體的袋子，裡面有有粘性的硅酮凝膠；混合材料則是由其他的填充物代替，例如沙拉油及聚丙烯等，因為其健康風險及併發症，一般不建議用混合材料進行隆乳，在美國及歐洲已禁止用混合材料來隆乳。
1961年時美國的整型醫生托马斯·克罗宁（Thomas Cronin）、弗兰克·杰罗（Frank Gerow）以及道康宁公司研發了第一個矽酮的乳房植體，以膠狀的矽酮為填充物，但外層有一層物質包覆。第一個隆乳手術是在1962年進行，用的是克罗宁-杰罗的植體，假體模型1963號。1964年時法國Laboratoires Arion公司開發且製造了生理食鹽水乳房植體，以生理食鹽水為填充物，在1964年用來作為醫療設備。而矽酮的乳房植體陸續又出了四代，第五代硅酮植體是用高強度及高內聚性的矽酮凝膠製成，避免了填充物溢出（矽酮凝膠滲出），因為其堅固柔韌的一致性類似甘唄熊軟糖，因此也稱為「甘唄熊植體」。目前的手術經已採用第五代硅酮乳房植體作為隆乳物料，因為硅酮被身體排斥的機會較低，而且質感與人體本身的乳腺組織類似，令感覺更加自然。

### 乳房填充物破裂
在1990年代，一位美國女子在前往加拿大度假時，就曾經因為氣溫突然下降，使胸中的鹽水袋結冰，一度引致呼吸困難而窒息；另外，在2007年，一位台灣女子亦因為在郊外被蜂刺中右胸，鹽水袋被刺穿而出現「大小奶」的尷尬狀況。

## 接受手術者的情形

### 心理學
要接受隆乳（乳房重建術）的女性多半是對自己的外貌及身體有些困擾的年輕女性，而且長久以來受到其他人對其身體的嘲笑及批評。《Body Image Concerns of Breast Augmentation Patients》（2003年）及《Body Dysmorphic Disorder and Cosmetic Surgery》（2006年）提到接受隆乳的女性，以往接受過心理治療，有低自尊情形的比例較高，其中有些也有出現憂鬱症、試圖自殺、並且有身體畸形恐懼症（心理疾病，認為身上有些部份畸形，但其實都正常）的情形。有些針對隆乳手術後女性心理健康及生活品質的研究，指出她們的身體健康、身體外觀、社交生活、自信心、自尊都提高了，也有令人滿意的性吸引力。雖然其中有些的隆乳手術有後遺症，需要再進行手術修正的或是改善美感效果，但大部份都長期的對其隆乳結果感到滿意。

### 女性健美選手

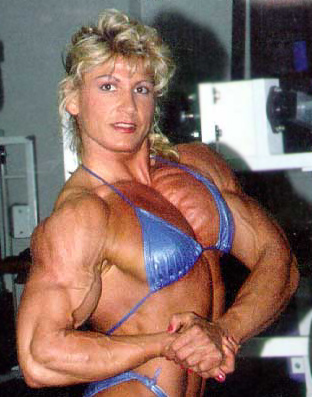
職業女性健美選手Nikki Fuller

Cocosmeticsurgery.com在2013年的文章《They Need Bosoms, too—Women Weight Lifters》 提出女性健美選手為了維持其結實及充滿肌肉的體格而進行訓練（例如舉重），其體脂肪會下降，因此乳房的質量也會減少。體形會比較沒有女性的特質，因此有些會進行隆乳手術來維持體形中的女性特質。

## 無植體的隆乳方式

### 技術背景
抽脂
抽脂的技術是在1974年由義大利整型醫生Arpat Fischer和Giorgio Fischer構思及開發，在1975年開始醫學臨床的實驗。取得女性自體脂肪組織的方式是透過寬5毫米的切口裝置，利用電動及氣動的設計取得，透過套管抽吸脂肪。同時有另一個切口裝置在同一脂肪組織注入生理食鹽水來稀釋脂肪組織，以幫助脂肪的取得。
1977年時Fisher和Fischer檢視了245個案例，處理人體股骨粗隆側邊的脂肪。,儘管有切口的伤口導管及压缩敷料，仍有4.9%出現血清腫，有2.0%出現伪囊肿（pseudo-cyst），需要用更大的切口（+ 5.0 mm）及panotome來移除囊腫。
抽脂技術的發明便利了醫學應用，可以將抽脂所得的自體脂肪注射到其他部份，改善身體的一些缺陷，也可以用在隆乳上。Melvin Bircoll開始臨床使用抽脂所得的自體脂肪來調整乳房輪廓及修飾身體缺陷，他是用脂肪注射法來安放要移殖的脂肪。1987年委內拉的整形醫師Eduardo Krulig用注射器及鈍針（lipo-injection）來移殖的脂肪，之後用一次性的脂肪採集器，以確保採集到的脂肪不會受到污染。
脂微球载体注入枪
J. Newman及J. Levin醫師為了要將就診者的自體脂肪注入其體內，他們設計了一個脂肪注入槍，其中的柱塞是由齒輪驅動，因此可以平順的將脂肪注入到需要的部位。脂肪注入槍可以注入脂肪注入的量，在整形過程中也可以避免在要注射的脂肪受到過大的壓力，避免乳房注入的脂肪過多。脂肪注入槍也有棘輪機構，因此整形醫師可以更精準的控制脂肪的量，每一格會注入0.1 cm3。自1989年起，大部份非手術的抽脂隆乳都會將脂肪注射到乳房實質以外，最多300ml，會平均分在三個區域注射，分別是胸肌下、胸大肌的胸肌間區域、以及乳腺下方的位置，讓乳房有最接近自然的外形及輔廓。

### 適應症
注入自體脂肪的無植體隆乳適合需要乳房重建、乳房先天性障碍以及因美感因素需要隆乳的女性。
- 乳房重建：乳房切除后的乳房重建、外伤受损组织（鈍器擊傷、穿刺傷）、疾病（乳癌）以及外植畸形（空乳房植體基座）。
- 乳房先天性障碍修正：平胸、结节乳房畸形（英语：tuberous breast deformity）、波蘭症候群（英语：Poland Syndrome）等。
- 基本隆乳：乳房大小、外形及觸感的調整。

無植體隆乳需要的手術時間依實際治療時的情形而定。

### 併發症及限制
併發症
每個醫學程序，在開始前、過程中以及結束後都可能會有併發症，而且乳房組織（脂肪細胞、乳腺）本身又是非常敏感的組織，即使是自體脂肪隆乳，仍然有這些需要考慮的層面。雖然自體脂肪隆乳在技術上比植體隆乳簡單，但注射脂肪到乳房後，可能會出現併發症－脂肪壞死、脂肪鈣化以及硬化結節，這些都會直接影響隆乳的效果，也和隆乳是否成功有關。中國大陸在2009年的研究《Breast Augmentation by Autologous Fat-injection Grafting: Management and Clinical analysis of Complications》指出若嚴格限制隆乳時脂肪注入的流量（cm3/min），再設法讓脂肪在乳房組織中均勻擴散，可以減少併發症的發生率。研究是針對17個病患，利用X射线计算机断层成像及核磁共振成像檢查乳房組織，來識別並定位硬化病變和異常組織腫塊（惡性腫瘤）。依照缺陷及異常的特徵，會切除硬化部位，並且吸出已液化的脂肪。從切除的組織可以看出乳房內脂肪的生物變化－脂肪壞死、鈣化、玻璃樣變性及疤痕。
技術限制
自體脂肪隆乳沒有許多植體隆乳會有的併發症（例如植體填充物滲出、植體消縮、肉眼觀看或是觸摸時的不自然、包膜攣縮等問題）。但乳房體積的增加量也會有所限制，隆乳效果不會像植體隆乳那麼理想。若手術者沒有足夠的脂肪可以抽取供隆乳用，結合植體及自體脂肪的隆乳方式可能會有較理想的效果。
自體脂肪隆乳是無法達到植體隆乳一様的大體積、整體乳房增大的效果。自體脂肪隆乳是靠整型醫師在注射脂肪時控制注入的量，才能達到理想的乳房輪廓及體積。隆乳的效果是靠脂肪滲透和擴散到乳房組織來達到，而且是像羽毛那樣一層一層薄薄的加上，直至達到合適的體積和線條。無疑的，自體脂肪隆乳在視覺上乳房豐滿的感受無法達到和植體隆乳一樣的效果。即使患者有很多的脂肪，可以抽取作自體脂肪隆乳，最多也只能讓胸罩尺寸變大一個罩杯。